# Лаухеруд Гарсиа, Кхель Эухенио
Кхель Эухенио Лаухеруд Гарсиа (исп. Kjell Eugenio Laugerud García; 24 января 1930, город Гватемала — 9 декабря 2009, там же) — гватемальский государственный деятель, генерал, президент в 1974–1978 годах.

## Биография
Сын норвежца и гватемалки. Военную подготовку получил в Соединённых Штатах, посещая занятия в Форт Беннинге, Джорджия, и командно-штабной колледж в Форт Ливенуорте, Канзас. Затем, с 1965 года, был военным атташе в США и представлял свою страну в Межамериканском совете обороны (1968—1970). При президенте Карлосе Аране Лаухеруд был начальником штаба армии и министром обороны.
Выборы в марте 1974 года, когда он был избран президентом Гватемалы, были отмечены насилием и обвинениями в мошенничестве. Его кандидатура была одобрена как поддерживаемой военными Институционно-демократической партией, так и ультраправым Движением национального освобождения. В период его правления Гватемала пережила катастрофическое землетрясение 4 февраля 1976 года и провал плана присоединения Белиза, после чего были разорваны дипотношения с Панамой. После того как в 1977 году американская администрация Дж. Картера опубликовала критический доклад о ситуации с правами человека в Гватемале, Лаухеруд заявил, что страна больше не будет принимать американскую военную помощь. В действительности Гватемала получила средства, которые уже были выделены на этот год, а позднее обратились к другим странам, таким, как Израиль, Испания, Бельгия, Швеция, Тайвань и Югославия с просьбой о военной помощи и поставке вооружений.
В рамках продолжавшейся гражданской войны объявил осадное положение в стране, что только усложнило ситуацию.
Незадолго до окончания срока своих полномочий столкнулся с последствиями противостояния между крестьянами-индейцами майя-кекчи и силовиками в Пансосе, в котором военными были убиты 53 гражданских лица и ещё 47 были ранены. Бойня в Пансосе и убийства критиков властей, включая даже священнослужителей вроде Эрмогенеса Лопеса Коархиты, ознаменовали нарастание государственного террора.
В 1983 году Лаухеруд и трое других бывших президентов были вынуждены уйти в отставку из армии.